# フィル・ジョンソン
フィル・ジョンソン (Philip Donald Johnson, 1941年9月6日 - ) は、アメリカ合衆国のバスケットボールの指導者。アイダホ州グレース出身。アメリカ男子プロバスケットボールリーグNBAでカンザスシティ・キングスのヘッドコーチを務め、NBA通算で、レギュラーシーズンでは543試合を指揮し、236勝307敗、プレイオフは9試合2勝7敗。

## 経歴
1971年にプロのコーチキャリアをシカゴ・ブルズのアシスタントコーチでスタートし、その後、1973年からカンザスシティ・キングスのヘッドコーチもを5シーズン務め、1975年に最優秀コーチ賞を受賞した。